# 134112 Jeremyralph
134112 Jeremyralph è un asteroide della fascia principale. Scoperto nel 2004, presenta un'orbita caratterizzata da un semiasse maggiore pari a 3,2020430 UA e da un'eccentricità di 0,0608758, inclinata di 1,43034° rispetto all'eclittica.